# The Seventh Life Path
Albums de Sirenia
Perils of the Deep Blue
(2013) Dim Days of Dolor
(2016)
Singles
1. Once My Light
Sortie : 8 avril 2015

The Seventh Life Path est le septième album studio du groupe norvégien de metal symphonique Sirenia sorti le 8 mai 2015 sur le label Napalm Records.

## Pochette
Pour la pochette de l'album, le groupe a pris contact avec l'artiste de renommée Gyula Havancsák de Hjules Illustration and Design pour illustrer la couverture de leur nouvel album. Celle-ci déclare :

" J'ai reçu des instructions du groupe pour la réalisation de cette pochette. Ils voulaient que le personnage de la mort se tienne derrière une femme vêtue de blanc. Ma première pensée a été: comment puis-je montrer une belle fille sans visage? Comment puis-je éviter de montrer le visage de cette fille ? Eh bien, en dessinant une capuche blanche sur son visage, avec une partie tombante au niveau de ses yeux. Cette partie ressemble à un grand œil qui regarde le sort des humains. Elle tire un fil de vie, donc une seule âme. On peut voir cette ligne (qui pourrait être argentée par exemple) se transformer en un marron boueux dégoûtant entre ses doigts... et ce fil tombe dans un sablier..., qui tombe dans le sable. "

Concernant les autres symboles de la pochette, Gyula mentionne:

" ... je voulais voir des racines et des branches d'arbres sur la couverture et la faux qui ressemble au nombre 7 ainsi qu'une montagne avec un chemin en arrière-plan. La montagne symbolise la vie, le sommet de la montagne est la fin de la vie . Le point le plus élevé où vous pouvez regarder en arrière toute votre vie. C'est le sens du chemin flexible ... Le nombre 7 apparaît comme 7 corbeaux, 7 serpents, 7 roses sur la couronne desséchée..."

## Liste des chansons
Toute la musique est composée par Morten Veland.
| No  | Titre                | Durée |
| --- | -------------------- | ----- |
| 1.  | Seti                 | 2:05  |
| 2.  | Serpent              | 6:31  |
| 3.  | Once My Light        | 7:20  |
| 4.  | Elixir               | 5:45  |
| 5.  | Sons of the North    | 8:15  |
| 6.  | Earendel             | 6:13  |
| 7.  | Concealed Disdain    | 6:10  |
| 8.  | Insania              | 6:39  |
| 9.  | Conptemptuous Quitus | 6:29  |
| 10. | The Silver Eye       | 7:29  |
| 11. | Tragedienne          | 4:54  |

## Membre

### Sirenia
- Morten Veland – voix, tous les instruments
- Ailyn – chants

### Membre de session
- Joakim Næss – voix clair sur "Elixir"
- Damien Surian, Mathieu Landry, Emmanuelle Zoldan et Emilie Bernou – The Sirenian Choir